# Ruta Estatal de Arizona 96
La Ruta Estatal de Arizona 96, y abreviada SR 96 (en inglés: Arizona State Route 96) es una carretera estatal estadounidense ubicada en el estado de Arizona. La carretera inicia en el Oeste desde la SR 97     en Bagdad hacia el Este en la CR 15     en Hillside. La carretera tiene una longitud de 28,6 km (17.77 mi).

## Mantenimiento
Al igual que las autopistas interestatales, y las rutas federales y el resto de carreteras estatales, la Ruta Estatal de Arizona 96 es administrada y mantenida por el Departamento de Transporte de Arizona por sus siglas en inglés ADOT.